# Jag går ut med hunden
Ja' går ut med hunden! Sticker ut ett slag... är ett album av dansbandet Flamingokvintetten, släppt 1968.

## Låtlista

### Sida A
1. Fröken rar
2. Livet är härligt
3. Förlåt mig
4. Molly
5. Hon är min
6. Du kom försent

### Sida B
1. Tänk på mig din kära
2. För bra för att vara sant
3. Jag älskar dig ännu
4. Marina
5. Ingen
6. Kärlekens språk